# Acreichthys hajam
Acreichthys hajam е вид лъчеперка от семейство Monacanthidae.

## Разпространение
Видът е разпространен във Филипини и Япония (Рюкю).

## Описание
На дължина достигат до 7 cm.